# 麻将博物馆
麻将博物馆（日语：／）位于日本千叶县夷隅市，1999年4月10日開館，是日本唯一的麻将博物馆，为麻将爱好者们提供了一个交流及亲睦的场所。

## 概要
麻将博物馆由竹書房創辦人野口恭一郎擔任設立發起人，1999年4月10日開館，大隈秀夫擔任首任館長。麻将博物馆收集、保管了世界各地颇有价值的麻将牌约3000点，其中著名的是中国末代皇帝溥仪之亲信等所使用的“五彩螺钿牌”、“清朝·纯银牌”、“秘宝·翡翠牌”、奥地利的“浮世绘牌”、加拿大的“石牌”等。
2010年NHK大河劇《龍馬傳》曾經使用麻将博物馆收藏的麻将牌。2012年，麻将博物馆休館，理由不明。